# Semiothisa concisaria
Semiothisa concisaria är en fjärilsart som beskrevs av Walker 1862. Semiothisa concisaria ingår i släktet Semiothisa och familjen mätare. Inga underarter finns listade i Catalogue of Life.